# Louise Rosenblatt
Pour les articles homonymes, voir Rosenblatt.
Louise Michelle Rosenblatt née le 23 août 1904 à Atlantic City dans le New Jersey, morte le 8 février 2005 à Arlington dans l'État de Virginie est une philosophe américaine et professeur d'Université connue pour ses travaux sur la lecture et l'enseignement de la littérature.

## Biographie
Louise Rosenblatt est née à Atlantic City, de parents juifs immigrés. Elle obtient en 1925 un Bachelor of Arts au Barnard College, une université féminine affiliée à l'Université Columbia à New York. Après avoir obtenu son diplôme, elle envisage de se rendre aux Samoa, mais opte finalement pour un séjour en France, à Grenoble, où elle étudie pendant un an le français. Sur les conseils de sa camarade de chambre à l'internat, Margaret Mead, elle suit des cours d'anthropologie. Elle alterne ensuite séjours aux États-Unis, pour enseigner à Barnard en 1927, et en France, où elle achève son doctorat en littérature comparée à la Sorbonne en 1931. Pendant cette période, elle rencontre André Gide, et fréquente Gertrude Stein et Robert Penn Warren.
Elle est officiellement professeur au Barnard College de 1927 à 1938, puis au Brooklyn College  jusqu'à 1948. En 1948, elle devient professeur d'anglais et de sciences de l'éducation à l'Université de New York jusqu'à l'âge de sa retraite en 1972, date à laquelle elle se retire à Princeton, tout en continuant à enseigner, en tant que professeur invitée, dans de nombreuses universités. En 2002, elle a déménage à Arlington, en Virginie, pour vivre avec son fils Jonathan. Elle  décède d'une insuffisance cardiaque au Centre hospitalier de Virginie à Arlington, le 8 février 2005.
Au cours de la Seconde Guerre mondiale Louise Rosenblatt a travaillé pour le Bureau d'information de guerre des États-Unis (United States Office of War Information), analysant des rapports venus de France.

## Travaux
Dans son premier essai L'idée de l'art pour l'art dans la littérature anglaise pendant la période victorienne rédigé en 1931, Louise Rosenblatt défend l'idée que malgré les revendications d'écrivains d'être placés hors des contraintes sociales en raison de leurs interventions « uniquement pour l'amour de l'art », le travail d'écriture, même s'il comporte une composante esthétique, a nécessairement des origines, des implications et des conséquences sociales. Elle plaide donc pour une formation du lecteur permettant de comprendre le rôle social de l'écrivain, « afin de résoudre  les tensions entre ces deux aspects ».